# Robert Broyles
Robert Houston Broyles (* 20. Januar 1933 in Sparta, Tennessee; † 12. Februar 2011 in Los Angeles, Kalifornien) war ein US-amerikanischer Schauspieler, mit einer über dreißig Jahre umfassenden Karriere als Charakterdarsteller im Film und Fernsehen.

## Leben
Broyles war der Sohn von Elise A. Bennette und Robert Lee Broyles Jr. und das älteste von vier Kindern. Er hatte eine Schwester, Carolyne, und zwei Brüder, Jackie und Donald Gene.
Er wuchs in White County (Tennessee) im US-Bundesstaat Tennessee auf und diente nach seiner Schulzeit von 1952 bis 1956, während des Koreakriegs, in der United States Navy. Nach seinem Militärdienst studierte er unter dem G. I. Bill Schauspiel und Theaterwissenschaften an der Ohio State University (OSU) in Columbus, die er 1960 mit einem Bachelor of Arts abschloss. Er ließ sich in Kalifornien nieder und arbeitete von 1963 bis 1967 und von 1982 bis 1987 als Schauspiellehrer nach Meisner und Stanislavski in Hollywood.
Privat engagierte sich Broyles für den Motion Picture and Television Fund, unterstützte das California State Democratic Committee, war Gemeindemitglied der Methodistischen und Wesleyanischen Kirche und leitete als Vorsitzender örtliche Vereine des Amerikanischen Roten Kreuzes und der Boys & Girls Clubs. Broyles, der weder verheiratet war noch Kinder hatte, starb im Alter von 78 Jahren und wurde von seinen Brüdern überlebt. Er fand seine letzte Ruhe auf dem Nationalfriedhof von Riverside.

## Karriere
Sein Debüt vor der Kamera hatte er 1964 in einer Gastrolle der Westernserie Bonanza. Ab 1968 folgten bis in die 1990er Jahre zahlreiche Auftritte in Fernsehserien sowie Filmen und Fernsehfilmen. Im Film hatte er Gast- und Nebenrollen in Filmen wie Unheimliche Begegnung der dritten Art, Hebt die Titanic, Poltergeist, Satanic - Ausgeburt der Hölle und er war als Sam Bolen in Norma Rae – Eine Frau steht ihren Mann zu sehen. Einen letzten Auftritt vor der Kamera hatte er im Jahr 2000 in einer Folge der kurzlebigen Fernsehserie Bette mit Bette Midler.
Neben der Arbeit vor der Kamera arbeitete Broyles, der auch als Bob Broyles und Bobby Broyles in Erscheinung trat, als Dramatiker und als Theaterregisseur. So schrieb er die Theaterstücke Sparta (1975) und Natural Affection (1989) und verfasste den Roman Agness (1977). Im Jahr 1974 wurde er in Los Angeles für seine Arbeit im Bühnenstück Tennessee Williams als „Bester Schauspieler“ und in Three by Tennessee Plus als „Bester Regisseur“ ausgezeichnet. 1994 führte er bei dem Bühnenstück The Love Talker Regie. Das Stück wurde von Deborah Pryor geschrieben und in den Hauptrollen spielten Colleen Cochran, Ebba-Marie Gendron und Donald Wayne Jarman. Er arbeitete auch als Dramaturg für das renommierte Pasadena Playhouse.
Im deutschen Sprachraum wurde Broyles, der Mitglied der Screen Actors Guild war, unter anderem von Gerd Duwner, Michael Eder, Hans Nitschke, Wolf Rüdiger Reutermann und Bernd Stephan synchronisiert.

## Filmografie (Auswahl)
- 1964: Bonanza (Fernsehserie)
- 1968: Fever Heat
- 1967–1968: Lieber Onkel Bill (Fernsehserie)
- 1969: The Fisher Family (Fernsehserie)
- 1969–1970: Twen-Police (Fernsehserie)
- 1968–1970: Meine drei Söhne (Fernsehserie)
- 1970: High Chaparral (Fernsehserie)
- 1971: Kobra, übernehmen Sie (Fernsehserie)
- 1971–1972: The Smith Family (Fernsehserie)
- 1972: Die Straßen von San Francisco (Fernsehserie)
- 1973: Diana (Fernsehserie)
- 1974: Shazam! (Fernsehserie)
- 1974: Korg: 70,000 B.C. (Fernsehserie)
- 1975: Cannon (Fernsehserie)
- 1975: Detektiv Rockford – Anruf genügt (Fernsehserie)
- 1976: Make-Up und Pistolen (Fernsehserie)
- 1977: Friss meinen Staub!
- 1977: Vier treue Pfoten
- 1977: Police Story – Immer im Einsatz (Fernsehserie)
- 1977: Unheimliche Begegnung der dritten Art
- 1977: Record City
- 1978: Wiedergeboren
- 1978: Lou Grant (Fernsehserie)
- 1979: Norma Rae – Eine Frau steht ihren Mann
- 1979: Fürs Vaterland zu sterben (Fernsehfilm)
- 1980: Die Bären sind los (Fernsehserie)
- 1980: Hebt die Titanic
- 1981: Flamingo Road (Fernsehserie)
- 1982: Fantasy Island (Fernsehserie)
- 1982: Poltergeist
- 1983: Ein Duke kommt selten allein (Fernsehserie)
- 1983: Die Schuld der Helden (Fernsehfilm)
- 1984: Why Me? (Fernsehfilm)
- 1984: After MASH (Fernsehserie)
- 1985: Kalifornien, ich komme! (Fernsehfilm)
- 1985: Dem Mörder verfallen (Miniserie)
- 1985: Copacabana (Fernsehfilm)
- 1986: Disney-Land (Fernsehserie)
- 1986: Restrisiko (Fernsehfilm)
- 1986: Return to Mayberry (Fernsehfilm)
- 1987: Matlock (Fernsehserie)
- 1987: Mathnet (Fernsehserie)
- 1987: Square One TV (Fernsehserie)
- 1988: Wer den Wind sät – Der Brady-Skandal (Fernsehfilm)
- 1989: The Karen Carpenter Story (Fernsehfilm)
- 1989: Satanic – Ausgeburt der Hölle
- 1989: Hey-la, Hey-la, die Bouffants sind da (Fernsehfilm)
- 1990: Der Sündenfall (Fernsehfilm)
- 1991: Grüße aus dem Jenseits (Fernsehserie)
- 1994: Hart aber herzlich: Tod einer Freundin (Fernsehfilm)
- 1995: Countdown des Schreckens (Miniserie)
- 2000: Bette (Fernsehserie)
- 2012: Whistleblowers: The Untold Stories (Fernsehserie; Archivmaterial)